# I-124 (tàu ngầm Nhật)
I-124, nguyên là Tàu ngầm số 52 và mang tên I-24 từ năm 1927 đến năm 1938, là một tàu ngầm rải mìn lớp I-121 được Hải quân Đế quốc Nhật Bản chế tạo trong giai đoạn giữa hai cuộc thế chiến. Nhập biên chế năm 1928, nó đã phục vụ trong cuộc Chiến tranh Trung-Nhật và trong giai đoạn đầu của Chiến tranh Thế giới thứ hai, bao gồm Chiến dịch Philippines, cho đến khi bị các tàu chiến Hải quân Hoàng gia đánh chìm ngoài khơi Australia vào ngày 20 tháng 1, 1942..

## Thiết kế và chế tạo

### Thiết kế
Lớp I-121 là lớp tàu ngầm chuyên rải thủy lôi duy nhất của Hải quân Đế quốc Nhật Bản. Hải quân Nhật Bản gọi tên lớp tàu này như là Kiểu tàu ngầm Kiraisen (機雷潜型潜水艦 Kiraisen-gata sensuikan); là tên rút gọn từ Kirai Fusetsu Sensuikan (機雷敷設潜水艦 Tàu ngầm rải mìn). Thiết kế của chúng dựa trên chiếc tàu ngầm rải mìn SM U-125, một chiếc Type UE II của Hải quân Đế quốc Đức, là chiếc lớn nhất trong số bảy tàu ngầm Đức mà Nhật Bản nhận được sau Chiến tranh Thế giới thứ nhất như là chiến lợi phẩm bồi thường chiến tranh. U-125 đã phục vụ cùng Hải quân Nhật Bản như là chiếc O-6 trong những năm 1920-1921.
Giống như U-125, tàu ngầm kiểu Kiraisen có hai động cơ diesel cung cấp tổng công suất 2.400 mã lực (1.790 kW), có khả năng mang theo 42 quả thủy lôi, có bốn ống phóng ngư lôi cùng một khẩu hải pháo trên boong tàu với cỡ nòng 5,5 inch (140 mm) của Nhật Bản thay cho cỡ 5,9 inch (150 mm) trên U-125. So sánh với chiếc tàu ngầm Đức nguyên mẫu, lớp I-125 có kích thước lớn hơn, dài hơn 10 foot (3 m) và trọng lượng choán nước nặng hơn 220 tấn khi nổi và 300 tấn khi lặn — và có tầm hoạt động xa hơn 970 hải lý (1.800 km; 1.120 mi) ở tốc độ 8 hải lý trên giờ (15 km/h; 9,2 mph) khi nổi và 5 hải lý (9,3 km; 5,8 mi) ở tốc độ 4,5 hải lý trên giờ (8,3 km/h; 5,2 mph) khi lặn. Tuy nhiên I-125 chậm hơn 0,2 hải lý trên giờ (0,37 km/h; 0,23 mph) cả khi nổi và lặn, mang theo ít hơn hai ngư lôi, và chỉ có thể lặn sâu đến 200 foot (61 m) khi so với 250 foot (76 m) của U-125.

### Chế tạo
I-124 được đặt lườn tại xưởng tàu của hãng Kawasaki ớ Kobe vào ngày 20 tháng 10, 1924 như là chiếc Tàu ngầm số 60 hoặc Tàu ngầm số 52. Nó được đổi tên thành I-24 đồng thời được hạ thủy cùng vào ngày 12 tháng 12, 1927. Con tàu hoàn tất và nhập biên chế vào ngày 10 tháng 12, 1928, dưới quyền chỉ huy của Thiếu tá Hải quân Harada Kaku.

## Lịch sử hoạt động

### 1928 – 1937
Vào lúc nhập biên chế, I-24 được phối thuộc cùng Quân khu Hải quân Yokosuka, và được phân về Đội tàu ngầm 9 trực thuộc Hải đội Phòng vệ Yokosuka. Đang khi I-24 tiến hành thử nghiệm lặn sâu cùng tàu chị em I-23 vào ngày 25 tháng 5, 1935, nó bị hư hại thùng dằn chính. I-24 được cho xuất biên chế cùng ngày hôm đó và đưa về thành phần dự bị để gia cố thùng dằn chính. Đội tàu ngầm 9 được phân về Hải đội Phòng vệ Yokosuka trực thuộc Quân khu Hải quân Yokosuka từ ngày 15 tháng 11, 1935, và sau khi hoàn tất việc gia cố thùng dằn, I-24 được cho tái biên chế trở lại cùng ngày hôm đó. Tuy nhiên đến năm 1936, cả bốn chiếc trong lớp đều bị giới hạn độ sâu lặn tối đa theo thiết kế còn 180 ft (55 m).

### Chiến tranh Trung Nhật
Chiến tranh Trung-Nhật bùng nổ sau khi xảy ra sự kiện Lư Câu Kiều (cầu Marco Polo) vào ngày 7 tháng 7, 1937. Đến tháng 9, Đội tàu ngầm 9 bao gồm I-24 và tàu ngầm chị em I-23 chuyển đến căn cứ tại Thanh Đảo, Trung Quốc, bắt đầu hoạt động tại vùng biển phía Bắc Trung Quốc như một phần của kế hoạch phong tỏa Trung Quốc. Đến ngày 1 tháng 12, Đội tàu ngầm 9 được phối thuộc cùng Hải đội Tàu ngầm 3 trực thuộc Đệ Tứ hạm đội, một bộ phận của Hạm đội Liên hợp. Cùng trong tháng 12, tàu tuần dương hạng nhẹ Kuma được phái đến Thanh Đảo để đảm nhiệm vai trò soái hạm cho Hải đội Tàu ngầm 3, vốn bao gồm các tàu ngầm I-21, I-22, I-23 và I-24.
I-24 được cho đổi tên thành I-124 vào ngày 1 tháng 6, 1938, để lấy lên cũ đặt cho chiếc tàu ngầm mới I-24, một tàu ngầm tuần dương lớp Type-B (巡潜乙型潜水艦 Junsen Otsu-gata sensuikan), vốn sẽ được đặt lườn vào năm đó. Đến ngày 20 tháng 6, 1938, Đội tàu ngầm 9 được phân về Trường pháo binh trực thuộc Quân khu Hải quân Yokosuka. Trong một nỗ lực nhằm giảm căng thẳng trong quan hệ quốc tế do cuộc xung đột với Trung Quốc, Nhật Bản cho rút lực lượng tàu ngầm của họ khỏi vùng biển Trung Quốc từ tháng 12, 1938.

### 1939 – 1941
Vào ngày 1 tháng 4, 1939, Đội tàu ngầm 9 được đưa về thành phần dự bị 3 trực thuộc Quân khu Hải quân Yokosuka, rồi chuyển sang thành phần dự bị 2 cùng quân khu vào ngày 15 tháng 11. Đang khi trong thành phần dự bị, I-124, cùng với các tàu chị em I-121, I-122 và I-123 (nguyên là các chiếc I-21, I-22 và I-23 tương ứng, được đổi tên cùng vào ngày 1 tháng 6, 1938), được cải biến thành những tàu ngầm chở dầu. Vẫn giữ lại khả năng mang ngư lôi và thủy lôi, chúng được tái trang bị để có thể vận chuyển 15 tấn xăng máy bay dùng để tiếp nhiên liệu cho các thủy phi cơ, cho phép các máy bay này mở rộng tầm xa hoạt động trong các phi vụ trinh sát và ném bom, bằng cách gặp gỡ các tàu ngầm này tại các cảng hay vũng biển để tiếp thêm nhiên liệu.
I-123 được cho tái biên chế trở lại vào ngày 24 tháng 4, 1940 trong thành phần Đội tàu ngầm 9, và đơn vị này được phối thuộc cùng Hải đội Tàu ngầm 5 trực thuộc Đệ Tứ hạm đội vào ngày 1 tháng 5. Nó cùng với các tàu chị em I-121, I-122 và I-123 thực hiện một chuyến đi huấn luyện kéo dài tại Thái Bình Dương. Chúng xuất phát từ Sasebo vào ngày 16 tháng 5, viếng thăm các vùng biển thuộc các quần đảo Caroline, Marshall và Mariana, trước khi kết thúc chuyến đi tại Yokosuka vào ngày 22 tháng 9, 1940. Vào ngày 11 tháng 10, 1940, I-121 là một trong số 98 tàu chiến của Hải quân Đế quốc Nhật Bản được tập trung cùng với hơn 500 máy bay dọc bờ biển vịnh Yokohama để tham gia cuộc duyệt binh hạm đội lớn nhất trong lịch sử Nhật Bản, nhân kỷ niệm 2.600 năm đăng quang của Thiên hoàng Jimmu.
Đội tàu ngầm 9 lại được đưa về trực thuộc Quân khu Hải quân Yokosuka từ ngày 15 tháng 11, 1940, rồi đến ngày 1 tháng 5, 1941 đơn vị này được điều động sang Hải đội Tàu ngầm 6 trực thuộc Đệ Tam hạm đội, một bộ phận của Hạm đội Liên hợp. I-124 cùng với I-123 được cho đặt căn cứ tại Kure, Hiroshima, nơi I-123 đảm nhiệm vai trò soái hạm của Đội tàu ngầm 9 từ ngày 2 tháng 8, 1941.
Khi lực lượng Hải quân Nhật Bản bắt đầu được huy động để chuẩn bị cho cuộc xung đột tại Thái Bình Dương, I-124 cùng với I-123 xuất phát từ Yokosuka để đi đến căn cứ Samah (nay là Tam Á) trên đảo Hải Nam, Trung Quốc, đến nơi vào ngày 27 tháng 11. Hai chiếc tàu ngầm khởi hành từ căn cứ này vào ngày 1 tháng 12 cho chuyến tuần tra đầu tiên của họ trong chiến tranh. Chúng được phối thuộc cùng Lực lượng Chiếm đóng Philippines, nên hướng sang quần đảo Philippines nhằm hỗ trợ cho chiến dịch xâm chiếm quần đảo này. Lúc đang trên đường đi, vào ngày 2 tháng 12, nó nhận được thông điệp từ Hạm đội Liên hợp: "Leo núi Niitaka 1208" (tiếng Nhật: Niitakayama nobore 1208), là mật lệnh cho biết chiến sự với Khối Đồng Minh sẽ bắt đầu vào ngày 8 tháng 12 (theo giờ Nhật Bản, tức ngày 7 tháng 12 bên kia đường đổi ngày tại Hawaii, nơi sẽ diễn ra cuộc tấn công Trân Châu Cảng).

#### Chuyến tuần tra thứ nhất
Vào ngày 7 tháng 12, I-124 đã rải 90 quả thủy lôi Type 88 Mark 1 ngoài khơi vịnh Manila, Philippines, trước khi đi đến khu vực ngoài khơi đảo Lubang để trinh sát thời tiết, đồng thời phục vụ tìm kiếm và giải cứu đội bay của các máy bay Nhật Bản xuất phát từ Đài Loan bị bắn rơi khi không kích Manila sau khi xung đột bắt đầu. Sau khi chiến tranh bắt đầu tại Đông Á vào ngày 8 tháng 12, đến ngày 10 tháng 12, I-124 phóng ngư lôi đánh chìm tàu chở hàng Anh Hareldawns 1.632 GRT, vốn đang trong hành trình từ Hong Kong đến Singapore, ở vị trí 8 nmi (15 km) về phía Tây Luzon, tại tọa độ 15°B 120°Đ / 15°B 120°Đ, và bắt giữ hạm trưởng của Hareldawns như tù binh chiến tranh. Nó kết thúc chuyến tuần tra đầu tiên khi về đến vịnh Cam Ranh tại Đông Dương thuộc Pháp đã bị Nhật chiếm đóng vào ngày 14 tháng 12.
Bãi mìn do I-124 rải ngoài khơi vịnh Manila đã đánh chìm tàu buôn Hoa Kỳ Corregidor 1.881 GRT vào ngày 17 tháng 12, 1941 tại tọa độ 14°B 120°Đ / 14°B 120°Đ, và tàu buôn Panama Daylite 1.976 GRT vào ngày 10 tháng 1, 1942 cùng tại tọa độ 14°B 120°Đ / 14°B 120°Đ.

#### Bị mất
Vào ngày 20 tháng 1, 1942, tàu chị em của I-124 là I-123 tiến hành một cuộc tấn công bằng ngư lôi cách 40 nmi (74 km) về phía Tây Darwin trong vịnh Beagle, tại tọa độ 12°08′N 130°10′Đ / 12,133°N 130,167°Đ, nhắm vào tàu tiếp dầu Hoa Kỳ USS Trinity (AO-13), đang được Alden và Edsall hộ tống. Trinity phát hiện sóng của ba quả ngư lôi do I-123 phóng ra nên báo cáo về cuộc tấn công, và Alden đã phản công bằng mìn sâu, nhưng mất dấu mục tiêu sau đó. I-123 không bị hư hại và rời khỏi khu vực, còn Trinity, Alden và Edsall tiếp tục hành trình, đi đến Darwin an toàn.
Khi có tin tức về cuộc tấn công bằng tàu ngầm, các tàu corvette Hải quân Hoàng gia Australia HMAS Deloraine, HMAS Lithgow và HMAS Katoomba được phái đi truy tìm tàu ngầm đối phương. Deloraine đi đến khu vực từng xảy ra cuộc tấn công đúng vào lúc I-124 cũng đi đến vùng biển này, và I-124 đã phóng một quả ngư lôi tấn công Deloraine lúc 13 giờ 35 phút. Deloraine phát hiện và bẻ lái qua mạn phải né tránh, còn quả ngư lôi băng qua cách đuôi tàu 10 ft (3,0 m). Deloraine dò thấy tín hiệu sonar của I-124 lúc 13 giờ 38 phút, nên thả sáu quả mìn sâu tấn công lúc 13 giờ 43 phút, phát hiện dầu và bọt khí trồi lên mặt nước. Sau khi Deloraine thả thêm một loạt mìn sâu thứ hai, I-124 trồi lên mặt nước trong một chốc tại tọa độ 12°07′N 130°09′Đ / 12,117°N 130,15°Đ, bộc lộ mũi tàu và kính tiềm vọng, bị chìm 5 độ phần đuôi và nghiêng 20 độ sang mạn trái. Trước khi I-124 kịp lặn xuống, một quả mìn sâu do Deloraine phóng kích nổ cách kính tiềm vọng I-124 10 ft (3,0 m); rồi một thủy phi cơ OS2U Kingfisher xuất phát từ tàu chở thủy phi cơ USS Langley (AV-3) vừa bay tới nơi cũng ném một quả bom vào cùng vị trí. I-124 lặn xuống đến tận đáy biển sâu 150 ft (46 m), và Deloraine thả thêm các quả mìn sâu tấn công chiếc tàu ngầm bất động dưới đáy biển, nhìn thấy thêm nhiều dầu và bọt khí trồi lên mặt nước.
Lúc 17 giờ 10 phút Lithgow thay phiên cho Deloraine vốn đã tiêu phí hết mìn sâu để tiếp tục cuộc tấn công. Cho đến 18 giờ 39 phút, Lithgow đã tung ra bảy lượt tấn công và tiêu phí hết 40 quả mìn sâu, phát hiện dầu và bọt khí tiếp tục trồi lên mặt nước. Katoomba đi đến hiện trường lúc 17 giờ 48 phút, sử dụng một neo móc để rà sát đáy biển, phát hiện một vật thể nhưng bị tách rời khi Katoomba tìm cách kéo lên. Alden và Edsall tham gia cùng các tàu chiến Australia lúc 18 giờ 59 phút. Edsall dò được một mục tiêu bên rìa vệt dầu loang nên thả năm quả mìn sâu tấn công lúc 19 giờ 40 phút, ghi nhận ba vụ nổ; còn Alden tấn công một mục tiêu do nó phát hiện được lúc 19 giờ 55 phút.
Sau khi nạp thêm mìn sâu, Deloraine quay trở lại hiện trường lúc 03 giờ 05 phút ngày 21 tháng 1; nó dò thấy tín hiệu mục tiêu nên tung ra ba đợt tấn công. HMAS Kookaburra, một tàu thả lưới phòng vệ, tham gia truy tìm dấu vết chiếc tàu ngầm dưới đáy biển. Katoomba, vốn đã rời khỏi khu vực, cũng quay trở lại hiện trường lúc 11 giờ 55 phút. Nhưng đến giữa ngày thời tiết trở xấu khiến buộc phải chấm dứt mọi hoạt động truy lùng. Deloraine tự nhận đã đánh chìm một tàu ngầm đối phương, còn Katoomba một chiếc, nhưng trong thực tế chỉ có I-124 là tàu ngầm Nhật Bản duy nhất hiện diện tại khu vực bị đánh chìm với tổn thất toàn bộ 80 thành viên thủy thủ đoàn trên tàu. Nó trở thành tàu ngầm đầu tiên bị tàu chiến Hải quân Hoàng gia Australia đánh chìm, và là tàu ngầm Nhật Bản thứ tư bị mất trong Thế Chiến II.
Đến ngày 26 tháng 1, Kookaburra quay trở lại hiện trường cùng một nhóm 16 thợ lặn Hải quân Mỹ từ tàu tiếp liệu tàu ngầm USS Holland (AS-3). Họ tìm thấy một tàu ngầm lớn dưới đáy biển với một cửa nắp bị bật tung. Đây là chứng cứ đầu tiên xác nhận số phận của I-124. Các thợ lặn ghi nhận vị trí của xác tàu đắm là 12°03′N 130°09′Đ / 12,05°N 130,15°Đ.
Hải quân Nhật Bản rút tên I-124 khỏi đăng bạ hải quân vào ngày 30 tháng 4, 1942.